# Publius Salvius Aper
Publius Salvius Aper war ein römischer Prätorianerpräfekt um die Zeitenwende.
Aper wurde im Jahre 2 v. Chr. zusammen mit Quintus Ostorius Scapula erster Prätorianerpräfekt. Er stammte wohl aus Brixia in Oberitalien und ist nicht mit den Salvii Othones aus Ferentium in Etrurien verwandt.